# Özvatan (district)
Özvatan is een Turks district in de provincie Kayseri en telt 4.664 inwoners (2007). Het district heeft een oppervlakte van 320,3 km². Hoofdplaats is Özvatan.
De bevolkingsontwikkeling van het district is weergegeven in onderstaande tabel.
| 1997  | 2000   | 2007  |
| ----- | ------ | ----- |
| 9.280 | 10.482 | 4.664 |